# Romförklaringen (2017)

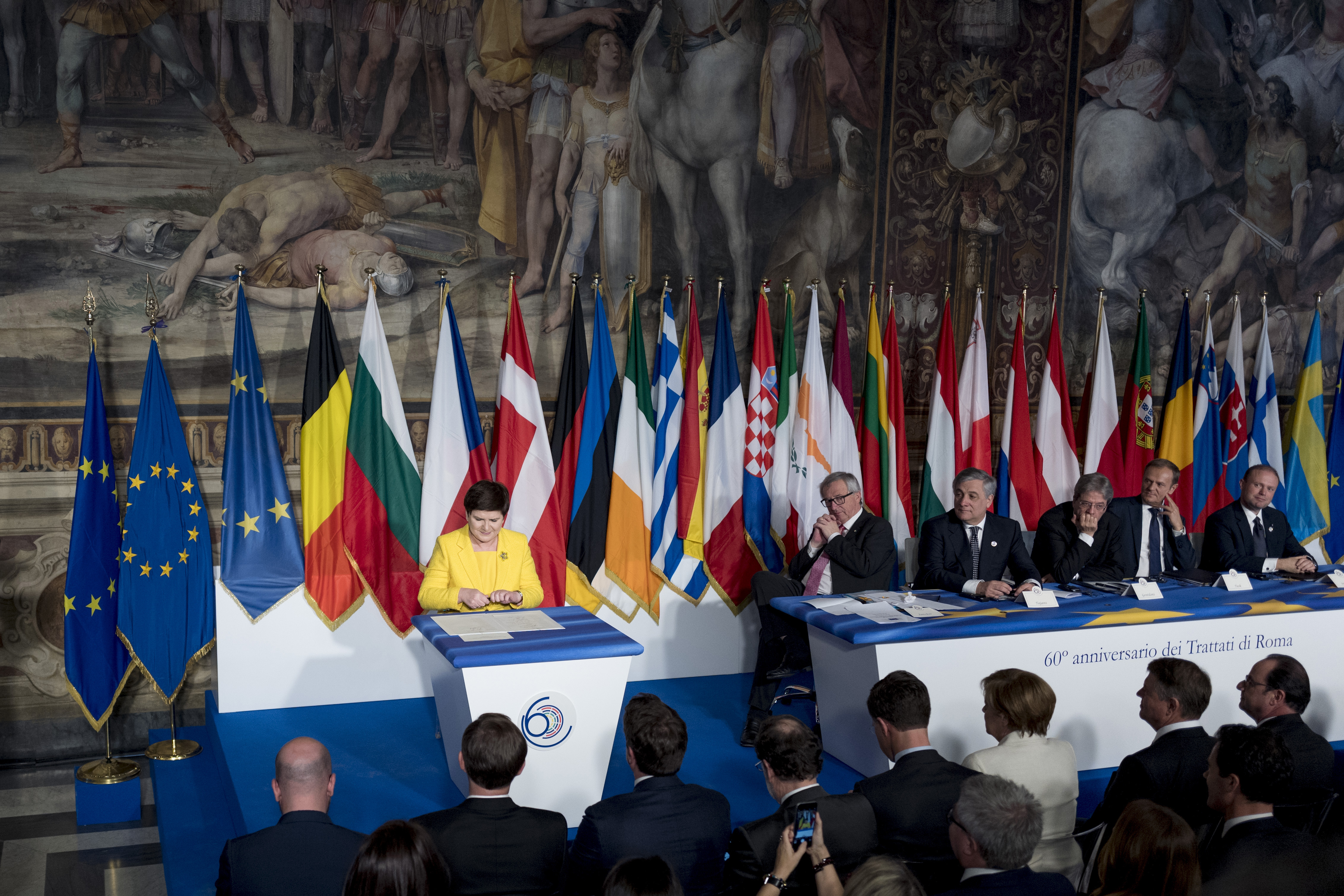
Undertecknandet av Romförklaringen.

Romförklaringen (officiellt Förklaring av ledarna för 27 medlemsstater och Europeiska rådet, Europaparlamentet och Europeiska kommissionen – Romförklaringen av den 25 mars 2017, ibland felaktigt kallad Romdeklarationen) är en icke-bindande text som undertecknades den 25 mars 2017 i Rom, Italien, av Europeiska rådet, exklusive den brittiske rådsmedlemmen, Storbritanniens premiärminister Theresa May, samt av Europaparlamentets talman och Europeiska kommissionens ordförande. Texten antogs exakt 60 år efter undertecknandet av Romfördragen.
Syftet med förklaringen är att definiera EU:s framtida utveckling, framför allt efter Brexit-omröstningen i Storbritannien 2016. Förklaringen följer också vitboken om EU:s framtid som kommissionen Juncker presenterade den 1 mars 2017.

## Ratificering

### Ratificeringsförfarandet i detalj
| \| Europeiska unionen \| \| 2017-03-25 \| \| ej nödvändigt \| \| ej nödvändigt \| \| ej nödvändigt \| \| \| \| \| \| \| ------------------ \| \| ---------- \| \| ------------- \| \| ------------- \| \| ------------- \| \| \| \| \| \| |  |            |  |               |  |               |  |               |  |  |  |  |  |
| Europeiska unionen |  | 2017-03-25 |  | ej nödvändigt |  | ej nödvändigt |  | ej nödvändigt |  |  |  |  |  |